# Ligne Echigo

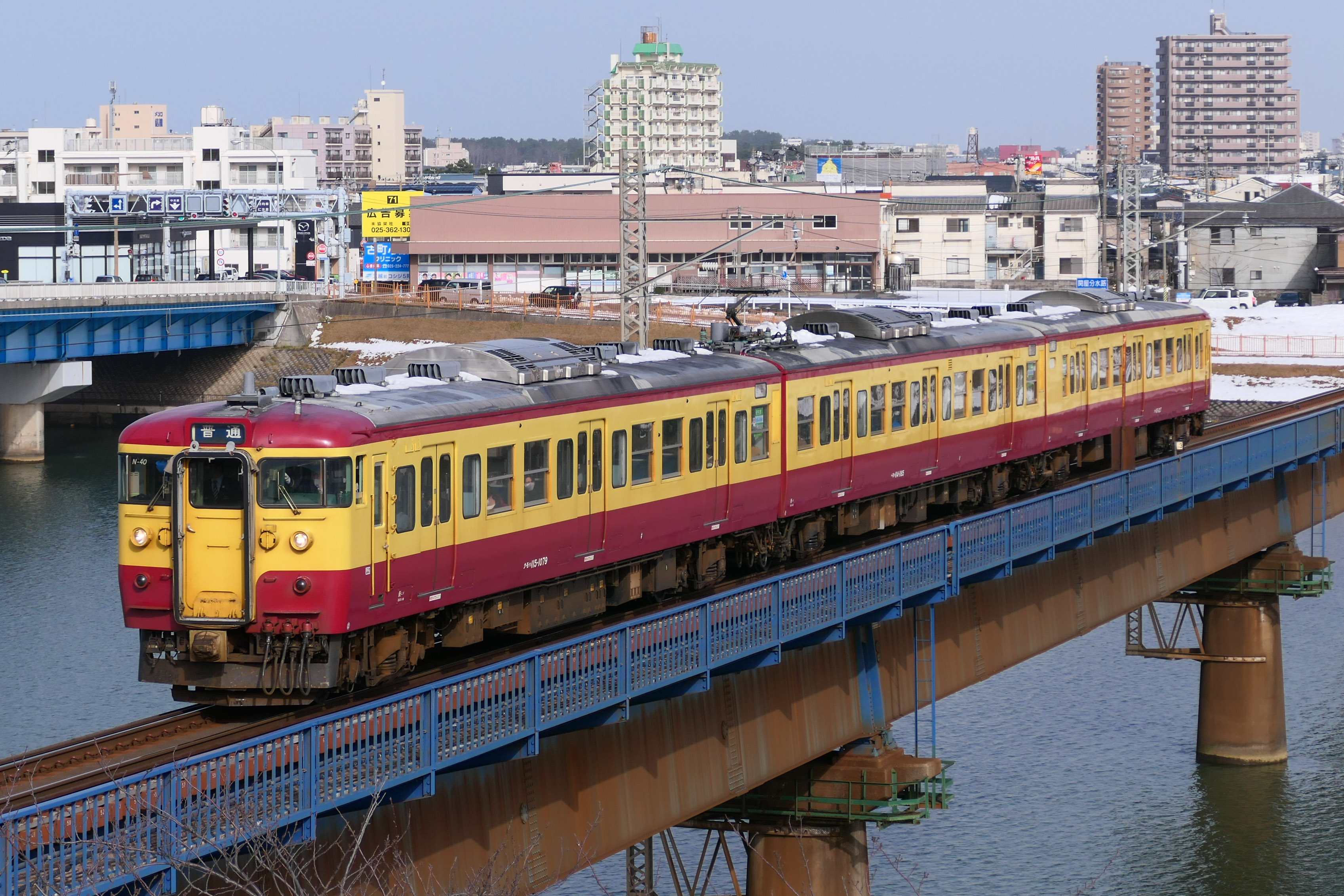
Serie 115-1000

La ligne Echigo (越後線, Echigo-sen) est une ligne ferroviaire de la préfecture de Niigata au Japon. Elle relie la gare de Kashiwazaki à celle de Niigata. La ligne fait partie du réseau de la East Japan Railway Company (JR East).
La ligne doit son nom à l'ancienne province d'Echigo, qui correspond en grande partie à l'actuelle préfecture de Niigata.

## Histoire
La ligne Echigo a ouvert le 25 août 1912 par les chemins de fer d'Echigo entre les gares de Kashiwazaki et Hakusan. La ligne est nationalisée en 1927, et le 5 avril 1951, la ligne est prolongée jusqu'à Niigata. Le 15 mars 2025, la gare de Kamitokoro ouvre entre Hakusan et Niigata.

## Caractéristiques

### Ligne
- Longueur : 83,8 km
- Écartement : 1 067 mm
- Alimentation : 1 500 Vcc par caténaire

### Tracé
|  |

### Liste des gares

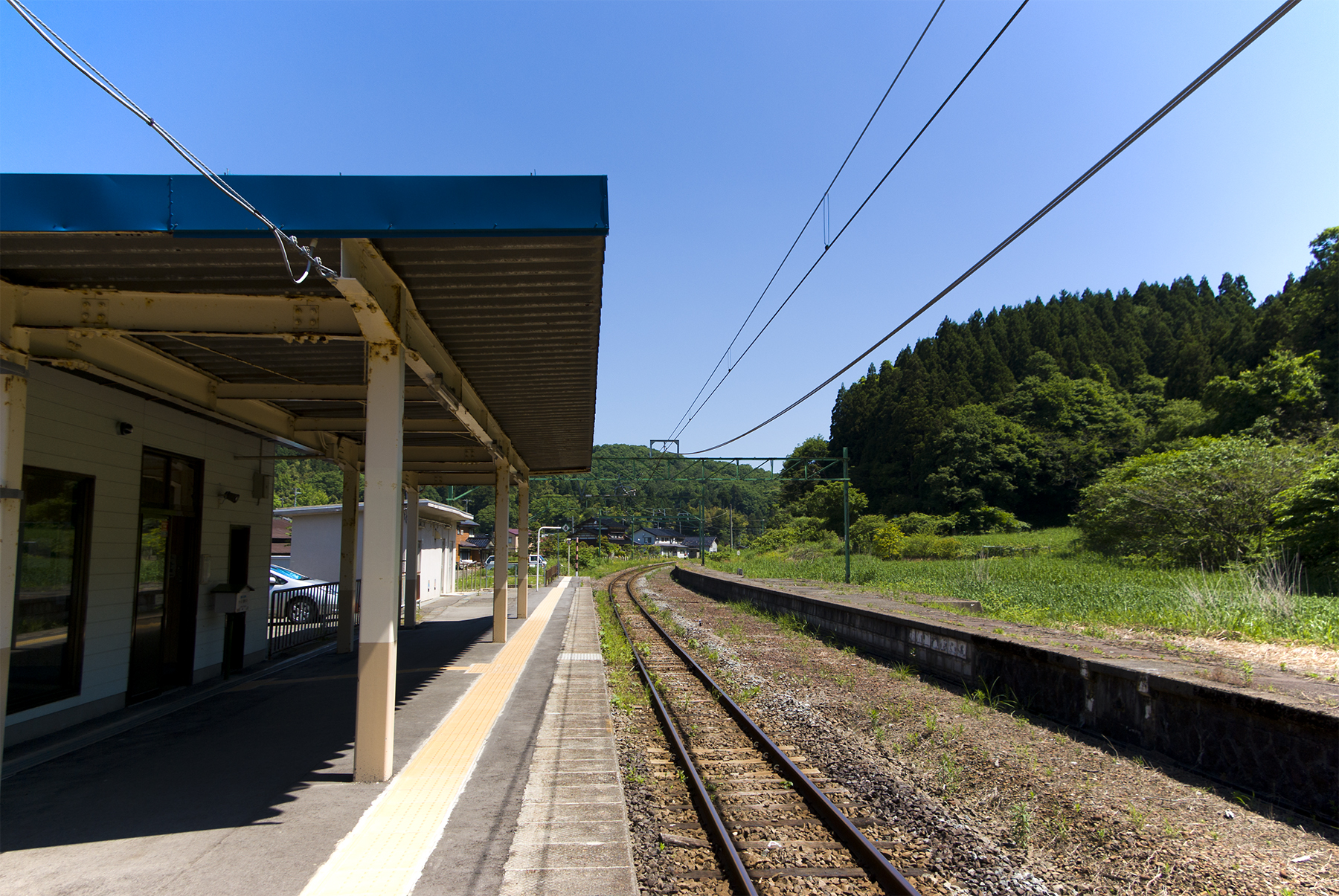
La ligne à Ishiji

La ligne Echigo comporte 33 gares.
| Gare                                        | Nom japonais | Distance depuis Kashiwazaki (km) | Correspondances                                  | Localisation         |
| ------------------------------------------- | ------------ | -------------------------------- | ------------------------------------------------ | -------------------- |
| Kashiwazaki                                 | 柏崎         | 0                                | JR East : Shin'etsu                              | Kashiwazaki          |
| Higashi-Kashiwazaki                         | 東柏崎       | 1,6                              |                                                  | Kashiwazaki          |
| Nishi-Nakadōri                              | 西中通       | 5,0                              |                                                  | Kashiwazaki          |
| Arahama                                     | 荒浜         | 6,6                              |                                                  | Kariwa               |
| Kariwa                                      | 刈羽         | 9,9                              |                                                  | Kariwa               |
| Nishiyama                                   | 西山         | 12,8                             |                                                  | Kashiwazaki          |
| Raihai                                      | 礼拝         | 15,0                             |                                                  | Kashiwazaki          |
| Ishiji                                      | 石地         | 18,7                             |                                                  | Kashiwazaki          |
| Oginojō                                     | 小木ノ城     | 22,7                             |                                                  | Izumozaki            |
| Izumozaki                                   | 出雲崎       | 24,8                             |                                                  | Izumozaki            |
| Myōhōji                                     | 妙法寺       | 29,4                             |                                                  | Nagaoka              |
| Ojimaya                                     | 小島谷       | 32.4                             |                                                  | Nagaoka              |
| Kirihara                                    | 桐原         | 36.2                             |                                                  | Nagaoka              |
| Teradomari                                  | 寺泊         | 39,0                             |                                                  | Nagaoka              |
| Bunsui                                      | 分水         | 41,5                             |                                                  | Tsubame              |
| Aouzu                                       | 粟生津       | 45,8                             |                                                  | Tsubame              |
| Minami-Yoshida                              | 南吉田       | 47,8                             |                                                  | Tsubame              |
| Yoshida                                     | 吉田         | 49,8                             | JR East : Yahiko                                 | Tsubame              |
| Kita-Yoshida                                | 北吉田       | 51,7                             |                                                  | Tsubame              |
| Iwamuro                                     | 岩室         | 53,8                             |                                                  | Nishikan-ku, Niigata |
| Maki                                        | 巻           | 57,8                             |                                                  | Nishikan-ku, Niigata |
| Echigo-Sone                                 | 越後曽根     | 62,4                             |                                                  | Nishikan-ku, Niigata |
| Echigo-Akatsuka                             | 越後赤塚     | 64,9                             |                                                  | Nishi-ku, Niigata    |
| Uchino-Nishigaoka                           | 内野西が丘   | 68,7                             |                                                  | Nishi-ku, Niigata    |
| Uchino                                      | 内野         | 70,3                             |                                                  | Nishi-ku, Niigata    |
| Niigata Daigaku-mae (Université de Niigata) | 新潟大学前   | 72,3                             |                                                  | Nishi-ku, Niigata    |
| Terao                                       | 寺尾         | 74,4                             |                                                  | Nishi-ku, Niigata    |
| Kobari                                      | 小針         | 76,3                             |                                                  | Nishi-ku, Niigata    |
| Aoyama (ja)                                 | 青山         | 77,7                             |                                                  | Nishi-ku, Niigata    |
| Sekiya (ja)                                 | 関屋         | 79,2                             |                                                  | Chūō-ku, Niigata     |
| Hakusan                                     | 白山         | 80,7                             |                                                  | Chūō-ku, Niigata     |
| Kamitokoro                                  | 上所         | 82,3                             |                                                  | Chūō-ku, Niigata     |
| Niigata                                     | 新潟         | 83,8                             | JR East : Jōetsu Shinkansen, Hakushin, Shin'etsu | Chūō-ku, Niigata     |

## Matériel roulant
La ligne est parcourue par des automotrices série E129.